# Organización territorial de México
La organización territorial de México es el conjunto de normas y procesos bajo los cuales se dividen y administran las partes integrantes del área geográfica que ocupa el país. Ambos aspectos (normas y procesos) han sido resultado de los sucesos históricos que delimitaron el espacio físico, pero también de los distintos sistemas de gobierno y regímenes constitucionales que tuvo el país.
La actual estructura y su conducción responden a las de una federación, es decir, existen unidades territoriales soberanas; además, el gobierno central es responsable directo de aquellos componentes territoriales que le adjudique la ley (espacio aéreo, mares e islas adyacentes). Entendiendo este concepto como un ordenamiento de división política, el país se compone de treinta y dos entidades federativas (treinta y un estados y la Ciudad de México, capital de la república). A su vez, estas entidades se dividen en municipios —en el caso de los estados, cuya cantidad actual es de 2462— o demarcaciones territoriales —en el caso de la Ciudad de México, cuya cantidad actual es de dieciséis—.

## Historia

### La Independencia y el imperio constitucional

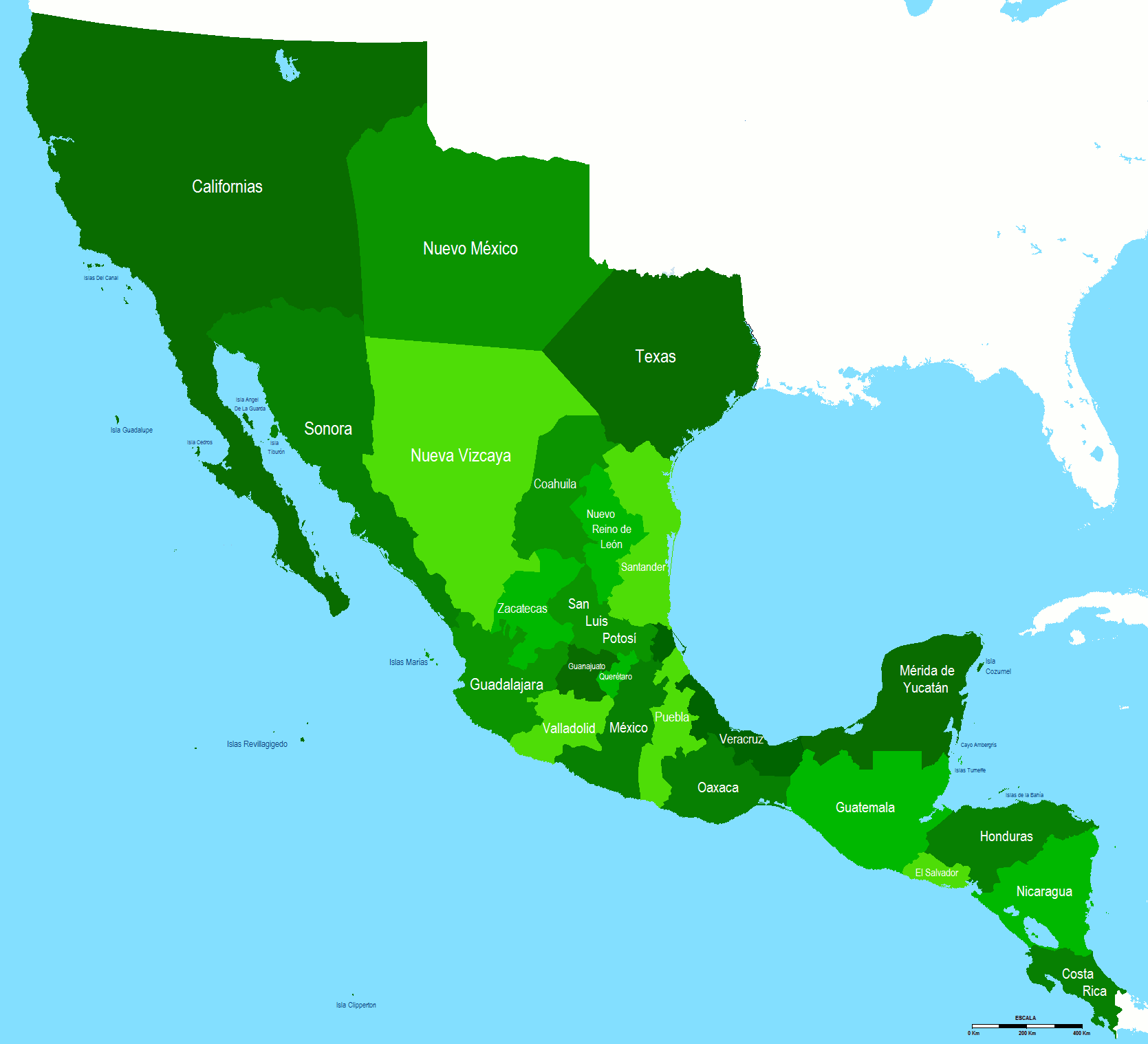
Primer Imperio Mexicano. Primera división política en la historia del país.

Los primeros documentos o estatutos que institucionalizaron el movimiento insurgente (Elementos Constitucionales y Sentimientos de la Nación), en el contexto de la Guerra de Independencia, no configuraban con exactitud el tipo de división política y su administración, ante ya la expresa intención de separación de la nueva nación, respecto al Imperio Español.
El 6 de noviembre de 1813 el Congreso de Anáhuac expidió el Acta Solemne de la Declaración de Independencia de la América Septentrional. Dicha denominación hacía clara referencia al nombre usado por la Constitución de Cádiz, para delimitar el territorio del Imperio Español que correspondía al Virreinato de la Nueva España y sus áreas dependientes (Capitanía General de Guatemala, Cuba, Florida, Puerto Rico y la parte española de la isla de La Española —hoy República Dominicana—); asumiendo con ello que ese era el espacio geográfico sobre el cual se constituiría la nueva nación. Sin embargo, fue el Decreto Constitucional para la Libertad de la América Mexicana de 1814, el primer documento que nombró con exactitud las partes integrantes del nuevo país y dedicó un apartado a su administración interna y provisional; en él recogió varias de las propuestas contenidas en la carta magna española. Esta organización transitoria consistiría en constituir cuerpos colegiados, llamados juntas, partiendo de tres subdivisiones con las siguientes denominaciones (de menor a mayor): distrito, parroquia y partido; de ellas habrían de surgir electos los diputados provinciales del eventual Supremo Congreso, y serían estos a la vez, las máximas autoridades de dichas provincias. No obstante, ni estos ordenamientos legales, ni sus instituciones impulsoras, sobrevivieron a la caída de José María Morelos.
Los documentos que antecedieron a la consumación de la independencia (Plan de Iguala y Tratados de Córdoba), no trataron sobre la administración interna del territorio, sin embargo sí lo hicieron sobre su conformación, al usar continuamente el término América Septentrional, a la que comenzaron a llamar Imperio Mexicano. El 27 de septiembre de 1821, con la entrada en la Ciudad de México del Ejército Trigarante se dio por concluida la lucha independentista. Al día siguiente, y bajo disposición de los estatutos antes mencionados, se instaló la Junta Provisional Gubernativa, que como órgano legislativo tendría plena autoridad sobre los asuntos del Imperio. En el aspecto de la organización territorial, este cuerpo colegiado contempló como integrantes del Imperio a aquellas antiguas provincias de la Nueva España, y conservó de forma temporal las mismas estructuras que la autoridad colonial tenía; nombrando Jefes Políticos Superiores para cada provincia y reconociendo la vigencia de los ayuntamientos como entes de gobierno local. De la misma forma, mantuvo la dirección de las llamadas Provincias Interiores (los territorios del norte) que eran gobernadas por el propio Virrey, y las jurisdicciones territoriales de corte militar (Capitanías). Estos mismos documentos declararon como capital del Imperio a la Ciudad de México, condición que ha conservado desde entonces.
La primera división política oficial del Imperio Mexicano estuvo contenida en la ley del 17 de noviembre de 1821, expedida por la Junta Gubernativa para convocar a la conformación del Congreso Constituyente; dando por sentado que las zonas que la ratificaran eran las integrantes del Imperio. De ello se desprendió que el naciente Imperio lo componían veintiuna provincias: Las 17 provincias y los dos territorios (Las Californias y Santa Fe de Nuevo México) que conformaban la Nueva España, además de la provincia de Chiapas (integrante en ese momento de la Capitanía General de Guatemala) y la Capitanía General de Yucatán, elevada a rango provincial, igual que los territorios del norte.
El 5 de enero de 1822 la antigua Capitanía General de Guatemala (que incluía, —además de la ya incorporada Chiapas— el Soconusco, y las actuales Guatemala, Honduras, El Salvador, Nicaragua y Costa Rica), cuyos territorios componentes habían declarado su independencia el 15 de septiembre de 1821, proclamó su adhesión al Plan de Iguala y los Tratados de Córdoba, y en consecuencia su incorporación plena al Imperio Mexicano. El 19 de mayo de 1822 el Congreso nombró a Agustín de Iturbide como Emperador de México y lo dotó de un ordenamiento legal para administrar el país; este fue el Reglamento provisional político del Imperio Mexicano, promulgado el 23 de febrero de 1823. En él se establecían como máximas autoridades provinciales a los Jefes Políticos Superiores; las ciudades más pobladas o los puertos podían tener subjefes políticos que, subordinados al de la capital provincial, tendrían las mismas facultades en su zona de influencia; los ayuntamientos siguieron siendo el componente primario de la división de las provincias, aunque con poca autonomía respecto del Jefe Político Superior. También contempló que los diputados provinciales en el Congreso constituyente podían en todo momento intervenir en la administración de su entidad respectiva.
Las 24 Provincias en las que se dividió el Imperio fueron:
| - Las Californias - México - Nuevo México - Texas - Nueva Vizcaya - Coahuila | - Nuevo Reino de León - Nuevo Santander - Sonora - Zacatecas - San Luis Potosí - Guanajuato | - Querétaro - Puebla - Guadalajara - Oaxaca - Mérida de Yucatán - Valladolid | - Veracruz - Guatemala - El Salvador - Honduras - Nicaragua - Costa Rica |

Sin embargo, el Imperio Constitucional no tardó en demostrar la incompatibilidad de sus dos integrantes principales, el Emperador y el Congreso constituyente, que en lugar de legislar una Constitución, quería ejercer como Poder Ejecutivo y abogar por un golpe de Estado. Algunos diputados comenzaron a ser encarcelados por su participación en conjuras en contra del Imperio Mexicano y finalmente el emperador Agustín I decidió disolver definitivamente el Congreso, para establecer en su lugar una Junta Nacional Instituyente.
La falta de reformas por parte de la Junta Constituyente y la ausencia de soluciones para los graves problemas por los que atravesaba el país aumentaron las conspiraciones para cambiar el sistema político. Antonio López de Santa Anna proclamó el Plan de Casa Mata al que posteriormente se le unirían Vicente Guerrero y Nicolás Bravo. Iturbide entonces vio la necesidad de restaurar el Congreso para evitar una nueva guerra civil y abdicar de la corona mexicana el 19 de marzo de 1823.
Sin embargo, el Congreso declaró la nulidad del nombramiento de Iturbide y por ende el reconocimiento de la abdicación. La disolución del Imperio dio así lugar al primer reajuste político del México independiente.

### La República y la Unión Federal

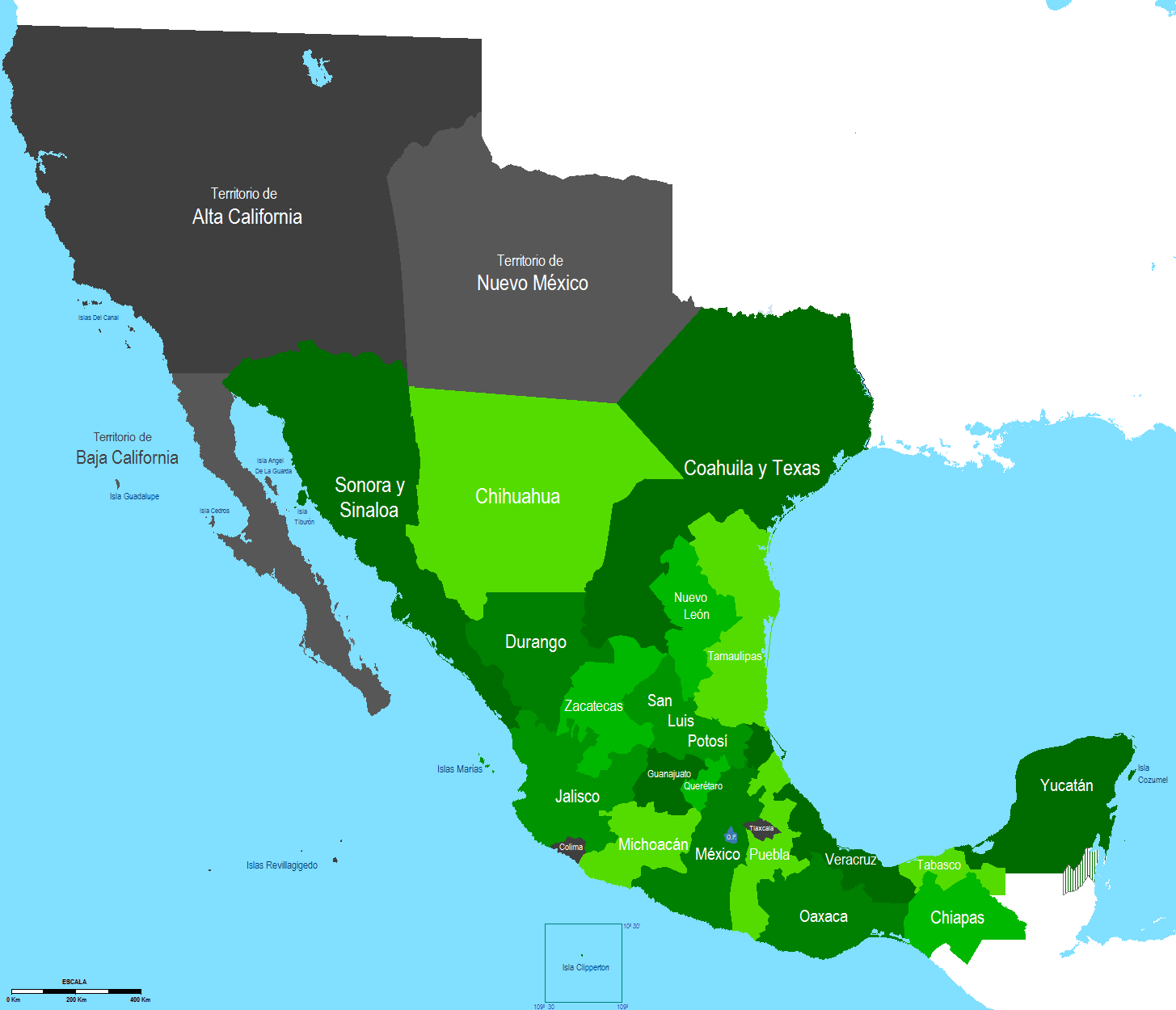
División territorial de México, conforme la Constitución de 1824.

Tras la caída del Imperio surge el Supremo Poder Ejecutivo que sería el encargado de convocar la creación de la República Federal, estuvo vigente entre el 1 de abril de 1823 y el 10 de octubre de 1824.
La agitación en las provincias era tal que el 21 de mayo de 1823 se precisó en el artículo 6 del proyecto de bases de la República federativa que «sus partes integrantes son Estados libres, soberanos e independientes en lo que toque a su administración y gobierno». En otras palabras, eran libres para seguir su destino como mejor les pareciera. Sin embargo, la mayoría de los ahora Estados Libres que fueron convocados a la integración de una República Federal, accedieron a la Unión, a excepción de la totalidad de la antigua Capitanía General de Guatemala que formó su propia República Federal.
El 31 de enero de 1824 se expidió el decreto por el cual se creó el Acta Constitutiva de la Federación Mexicana. En ella se integró el artículo 6.º del proyecto de bases de la República federativa. Para determinar la división territorial del país se utilizó el criterio de que los estados convocados a fundar la federación: «[...] ni fuesen tan pocos que por su extensión y riqueza pudiesen en breves años aspirar a constituirse en naciones independientes, rompiendo el lazo federal, ni tantos que por falta de hombres y recursos viniese a ser impracticable el sistema.»
Entre el transcurso de 1823 y 1824 los diversos Estados Libres que integrarían en un futuro la federación ya habían comenzado la elaboración de sus propias constituciones y otros incluso ya habían instalado sus Congresos constituyentes.
Casos especiales fueron el de Yucatán, que el 23 de diciembre de 1823 decide formar parte de la federación pero como República Federada y el de Chiapas, que mediante un referéndum decide unirse a la federación el 14 de septiembre de 1824.
Finalmente, se promulgó la Constitución Federal el 4 de octubre de 1824 naciendo así los Estados Unidos Mexicanos. El país estaba integrado por 19 estados: Chiapas, Chihuahua, Coahuila y Texas, Durango, Guanajuato, México, Michoacán, Nuevo León, Oaxaca, Puebla de los Ángeles, Querétaro, San Luis Potosí, Sonora y Sinaloa o Estado de Occidente, Tabasco, Tamaulipas, Veracruz, Jalisco, Yucatán y Zacatecas. Además, se conformaron 4 territorios federales: la Alta California, la Baja California, Colima, y Santa Fe de Nuevo México. Después de la publicación de la constitución, en ese mismo año se creó el Distrito Federal; y Tlaxcala, que había conservado un estatus especial desde los tiempos de la conquista, se integró como territorio. La Carta magna estableció como forma de organización territorial, gobiernos representativos populares (al estilo de la federación) con división de poderes: ejecutivo, legislativo y judicial. Entre las facultades de los estados, estaban las relativas a delimitar la administración de su gobierno y territorio; de aplicar los tratados internacionales que firmara la federación; proteger las libertades políticas y civiles de sus ciudadanos; comparecer ante el Congreso general para todo lo relativo a la hacienda pública; y se les impuso la prohibición de ejercer cualquier política propia en materia de fuerzas armadas o relaciones internacionales, ya fueran comerciales, diplomáticas o incluso conflictos bélicos.
El 10 de octubre de 1824, Guadalupe Victoria tomó posesión como primer presidente de México.

### República Centralista

Movimientos separatistas generados por la instauración del centralismo en 1835.

La estructura política de la República fue modificada por la ley del 6 de agosto de 1835, cuando se instauró el sistema centralista.
Las entidades que integraban a la República perdieron por lo tanto su autonomía y soberanía, quedando totalmente subordinadas al gobierno central. Sin embargo, la división territorial en sí permaneció igual pues el texto del artículo 8 de esta ley únicamente determinó: El territorio nacional se dividirá en departamentos, sobre las bases de población, localidad y demás circunstancias conducentes: su número, extensión y subdivisiones, las detallaría una ley constitucional.
Las Siete Leyes Constitucionales se promulgaron el 30 de diciembre de 1836. Fue la sexta de ellas la que se ocupó de la configuración territorial en sus artículos 1.º y 2.º; el 1.º determinó, ratificando el criterio de la ley del 3 de octubre de 1835, que la República se dividiría en departamentos, estos en distritos y los distritos a su vez en partidos. El artículo 2.º dispuso que el arreglo de la República en departamentos se haría por una ley especial que habría de tener carácter constitucional.
La ley en cuestión se llamó la Octava Base Orgánica, que formó de hecho un cuerpo aparte de las Siete Leyes. El primero de sus artículos dispuso que el territorio nacional quedaría integrado por tantos Departamentos cuántos eran los Estados, salvo las variaciones de que:
1. Coahuila y Texas se separaban en dos departamentos distintos.
2. El territorio de Colima se agregaría al departamento de Michoacán.
3. El territorio de Tlaxcala se integraría al departamento de México.
4. Desaparecería el Distrito Federal.

De acuerdo a lo anterior, la nueva división territorial quedaba formada por 24 departamentos.
Tal composición territorial, quedó considerada como definitiva hasta el 30 de junio de 1838, por ley de esa fecha.
En este lapso de inestabilidad política también se manifestaron los problemas regionales y los conflictos entre el centro y las entidades del país. Se suscitaron rebeliones en varios lugares, entre ellos:
- Yucatán bajo su condición de República federada se declaró independiente en 1840 —oficialmente en 1841—.[46] La República de Yucatán se reincorporó definitivamente a la nación en 1848.
- Texas se declaró independiente por motivo del cambio del sistema federalista al centralista se opuso a participar en este último. Convocó a una Convención en Austin que declaró al pueblo de Texas en guerra contra el gobierno central de México, desconociendo, en consecuencia, a autoridades y leyes. Nace así la República de Texas.
- En los estados de Nuevo León, Tamaulipas y Coahuila, grupos de rebeldes proclamaron su independencia de México brevemente (poco menos de 250 días); pero la República del Río Grande nunca se consolidó pues las fuerzas rebeldes fueron derrotadas por las fuerzas centralistas, el área máxima que dominaron estuvo localizada a no más de 60 kilómetros del Río Bravo.
- El estado de Tabasco decretó su separación de México el 13 de febrero de 1841, en protesta por el centralismo imperante en el país y por las sanciones impuestas al estado por el presidente Anastasio Bustamante. El estado se reincorporaría oficialmente a México el 2 de diciembre de 1842.
- En Chiapas existía el problema de que la región del Soconusco se había mantenido indecisa entre unirse a México o a Guatemala, desde la declaración de Independencia de ambas naciones en 1821. Solo habría de definirse el asunto hasta el decreto del 11 de septiembre de 1842, por el cual el Soconusco quedó unido a México y se le integró al departamento de Chiapas.[45]

### Restauración del Federalismo y el Segundo Imperio
El federalismo fue restaurado por el presidente provisional José Mariano Salas el 22 de agosto de 1846, como modificaciones a la configuración territorial se erigió el estado de Guerrero —de modo provisional en 1849—, condicionándolo a la aceptación de las legislaturas de México, Puebla y Michoacán, de quien eran las regiones que habrían de resultar afectadas.
El 5 de febrero de 1857 se promulgó una nueva constitución conocida como la Constitución Federal de 1857. Entre las variantes de la administración interna se encontraban la prohibición a los estados de acuñar moneda y la facultad para resolver disputas territoriales con otros estados, previa aprobación del Congreso. Además de recuperar la autonomía plena de sus poderes locales respecto a los federales.
En 1864, sin embargo, tras la Intervención Francesa, se restableció el sistema monárquico y centralista, el Segundo Imperio Mexicano dirigido por el emperador Maximiliano de Habsburgo. La Asamblea de Notables que ejerció el poder legislativo de manera provisional, promulgó el Estatuto Provisional del Imperio Mexicano, ordenamiento legal que delineaba la organización política del Imperio, el estatuto también establecía, entre otras cosas, las normas para la administración territorial. Entre los preceptos estaba la división en cincuenta departamentos gobernados por Prefectos políticos, directamente nombrados por el monarca; entre ellos y el emperador se crearon las figuras de Comisarios y Visitadores, autoridades intermedias con facultades de auditoría y procuración de justicia; los Departamentos fueron divididos en distritos gobernados por subjefes y municipios con la tradicional organización de ayuntamientos y alcaldes; cada departamento contaba con Consejos Departamentales con facultades legislativas; entre Prefectos y Alcaldes habría Comisarios imperiales como autoridad intermedia. El Imperio fue depuesto en 1867 y el federalismo republicano sería restaurado nuevamente bajo la Constitución Federal de 1857.

### Constitución de 1917

Zona económica exclusiva de México en los océanos Pacífico y Atlántico.

La Constitución Política de 1917 que surgiría de la Revolución mexicana, confirmó el sistema federal de gobierno que ha durado hasta nuestros días. No obstante, en 1960 diversas reformas actualizaron el concepto de territorio nacional para adecuarlo a los intereses del país, en concordancia con el Derecho internacional público. Como fue el reconocimiento del mar territorial (12 millas náuticas —22.2 km— contadas a partir de la línea de base desde la que se mide la anchura de este.), la Zona económica exclusiva (200 millas náuticas —370.4 km— contadas a partir de la línea de base desde la que se mide la anchura de este.) y el espacio aéreo (todo aquel comprendido en modo horizontal sobre el territorio continental y el mar territorial; verticalmente con rangos no establecidos, pero estimados de 100 km) como zonas de administración federal.
Después de que los últimos territorios federales (Baja California Sur y Quintana Roo en 1974) fueran elevados a la categoría de Estados, todos los cambios constitucionales en materia de organización territorial, han estado vinculados al estatus de la Ciudad de México; hasta entonces un Distrito Federal con absoluta dependencia de los tres poderes de la Unión. Las progresivas modificaciones a este comenzaron en 1988 con la conformación de un órgano legislativo de elección popular (Asamblea de Representantes del Distrito Federal), continuaron en 1997 con la elección de un poder ejecutivo propio (Jefe de Gobierno del D.F.), y concluyeron en 2016 con la redacción de su propia constitución; otorgándole en la carta magna federal, los mismos derechos y facultades de cualquier estado, pero que, considerando su categoría de capital de la república, conserva la denominación de entidad federativa; también se dejan de emplear los nombres México D.F. y Distrito Federal, para usar únicamente el término Ciudad de México.

## Organización actual

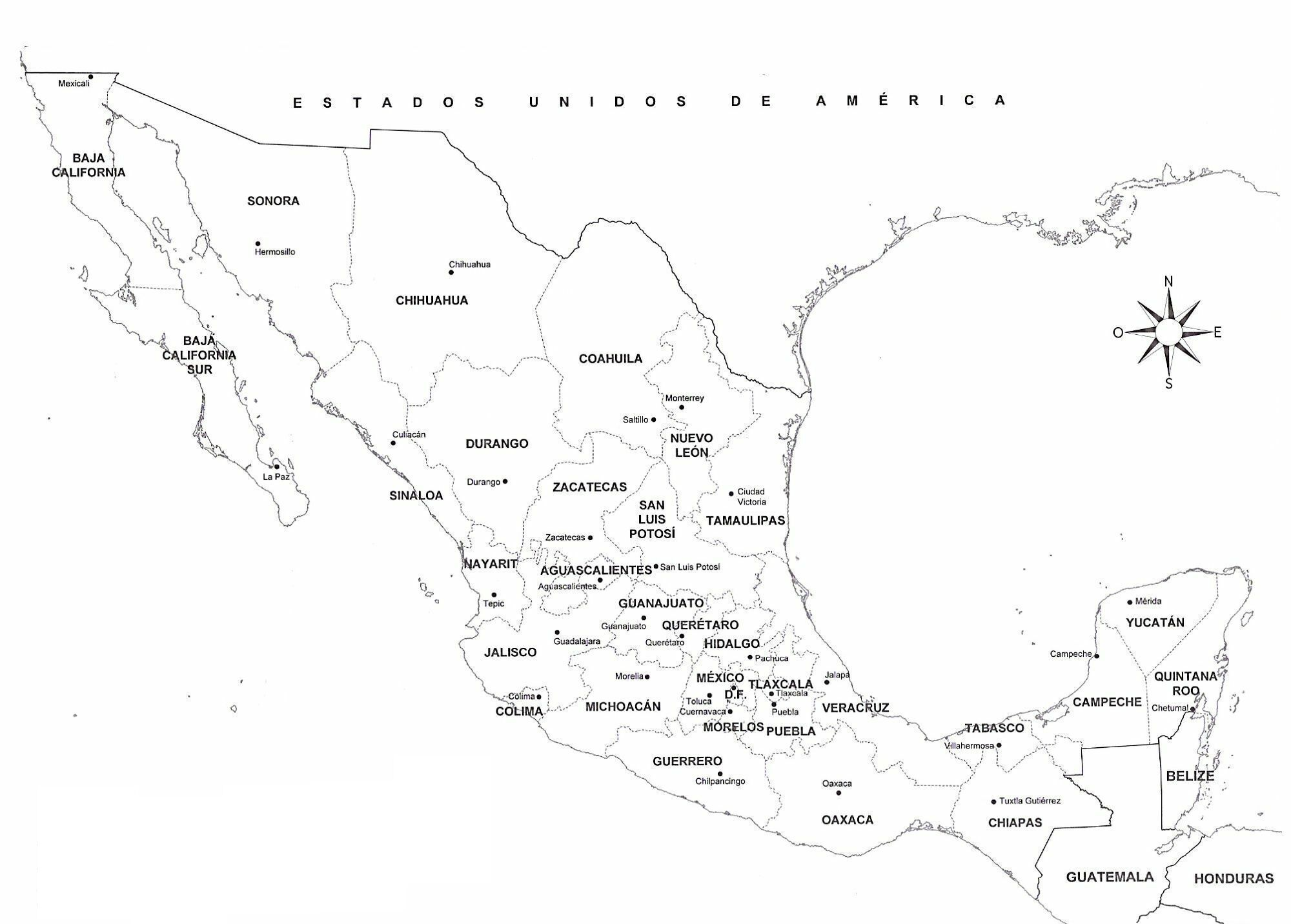
Mapa de los estados de México con sus respectivas capitales

La definición, conformación y estructura del territorio mexicano están normadas por los Títulos II (Capítulo II) y V, y abarcándolas en siete y ocho artículos, respectivamente, dentro de la Constitución Política de los Estados Unidos Mexicanos. Principalmente por el artículo 42 que establece:

El territorio nacional comprende:
- I. El de las partes integrantes de la Federación;
- II. El de las islas, incluyendo los arrecifes y cayos en los mares adyacentes;
- III. El de las islas de Guadalupe y las de Revillagigedo situadas en el Océano Pacífico;
- IV. La plataforma continental y los zócalos submarinos de las islas, cayos y arrecifes;
- V. Las aguas de los mares territoriales en la extensión y términos que fija el Derecho Internacional y las marítimas interiores;
- VI. El espacio situado sobre el territorio nacional, con la extensión y modalidades que establezca el propio Derecho Internacional.

### Entidades
Las entidades de la Federación Mexicana son libres y soberanas, autónomas en su régimen interno. Tienen la facultad de gobernarse según sus propias leyes; cuentan con una constitución propia que no ha de contradecir los principios de la constitución federal. Las facultades de sus poderes ejecutivos y legislativos, se entienden como aquellas que son derechos de las entidades; como la titularidad del mando de la fuerza pública (policía estatal y guardia nacional adscrita); la dirección y regulación de sus propias políticas económicas, de desarrollo social y de seguridad pública; así como la administración de aquellos recursos que surjan de sus impuestos locales o ingresos propios.
Los estados no pueden realizar alianzas con otros estados, ni con ninguna nación independiente, sin el permiso de la federación. Igualmente tienen prohibida la acuñación de moneda; gravar mercancía o tránsito de mexicanos y extranjeros; contraer deuda externa; legislar en materia fiscal para aquellos aspectos económicos que son exclusivos del gobierno federal y poseer Fuerzas Armadas propias.
La organización política de cada estado se basa en una separación de poderes: El poder legislativo recae sobre un congreso unicameral; el poder ejecutivo recae sobre un gobernador electo por sufragio universal; y el poder judicial recae sobre un Tribunal Superior de Justicia. Dado que los estados tienen autonomía legal, cada uno tiene sus propios códigos civiles y penales, además de cuerpos de seguridad pública. No obstante, corresponde al Senado dirimir las diferencias de límites territoriales o declarar la desaparición de poderes en caso de alteración grave del orden; y a la Suprema Corte de Justicia resolver las controversias constitucionales entre las entidades, o estas con sus municipios, los poderes federales y los órganos autónomos.
En el Senado de la República, las entidades federativas —los Estados y Ciudad de México— son representados por tres senadores: dos electos por sufragio universal con base en el principio de mayoría relativa y uno asignado al partido que obtenga la primera minoría. Además, la federación conforma una circunscripción de la cual se eligen 32 senadores según el método de representación proporcional con listas abiertas de partido. Los diputados, por el contrario, no representan a los estados, sino a los ciudadanos.

#### Organización interna de los estados
Los estados se dividen internamente en municipios —o demarcaciones territoriales, en el caso de Ciudad de México—. Cada municipio goza de autonomía en su capacidad para elegir a su propio ayuntamiento, el cual es responsable, en la mayoría de los casos, de proveer todos los servicios públicos que requiera su población. A este concepto, que surgiría de la Revolución mexicana se le conoce como municipio libre. El ayuntamiento es encabezado por un presidente municipal, elegido cada tres años. Cada municipio posee un cabildo integrado por regidores en función de su tamaño poblacional y sindicos de acuerdo al número que establezca la ley estatal. En el caso de las demarcaciones territoriales de Ciudad de México, estas contarán con un poder ejecutivo (alcaldes) electo por sufragio universal, con facultades ejecutivas y autonomía administrativa idénticas a las de los municipios, pero carecerán de ayuntamientos o cabildos para funciones legislativas; no obstante tendrán un órgano colegiado denominado «Concejo», integrado proporcionalmente respecto al número de habitantes cada demarcación, cuyas funciones serán de supervisión y control de las acciones del alcalde, control del gasto público de la alcaldía y elaboración del presupuesto de esta. 
En total en México hay 2462 municipios (2478 incluyendo las 16 demarcaciones de la capital); el estado con el mayor número de municipios es Oaxaca, con 570, y el estado con el menor número es Baja California Sur, con solo 5.
Al mismo tiempo, los municipios están facultados por las constituciones locales para organizarse territorialmente; la mayoría de ellos denominando Delegaciones a aquellas comunidades situadas fuera del área urbana que constituye la llamada Cabecera municipal. Aunque estas no tienen mayor autonomía que la elección de su delegado y la participación en los proyectos de desarrollo comunitario; pues las funciones de estos entes administrativos son meramente ejecutorias de las determinaciones del ayuntamiento.
También se les faculta para coordinar su organización con aquellos municipios con los que constituya, de acuerdo a la categorización del INEGI, una Zona metropolitana.

### Otras subdivisiones
Las distintas Secretarías de Estado, en función de la aplicación de las políticas públicas de su competencia, suelen dividir al país en zonas, sectores o regiones, que pueden incluir estados o municipios distintos. Sobresalen como ejemplo las divisiones administrativas de las Fuerzas armadas, establecidas por las secretarías de la Defensa y Marina; o las regiones económicas que responden a los planes y programas de secretarías como las de Economía y Turismo.
Para efectos de la composición de la Cámara de Diputados; la Constitución y la Ley electoral contemplan la división del país en 300 distritos y cinco circunscripciones. Misma situación (división en distritos) contemplan las constituciones locales para la integración de los congresos locales.
En tanto que el Poder Judicial, por medio del Consejo de la Judicatura, divide al país en circuitos (regiones que pueden incluir varios estados) y distritos judiciales (regiones al interior de las entidades) para la administración de sus facultades y la jurisdicción de sus tribunales.

## Entidades federativas de los Estados Unidos Mexicanos
Las 32 entidades (31 estados y Ciudad de México), definidas en la Constitución como "partes integrantes de la Federación" son:
| Escudo | Entidad                         | Abreviatura | Capital                   | Ciudad más poblada        | Población (2020) | Superficie (km²) | Densidad (hab./km²) | Creación                            | Ubicación |
| ------ | ------------------------------- | ----------- | ------------------------- | ------------------------- | ---------------- | ---------------- | ------------------- | ----------------------------------- | --------- |
|        | Aguascalientes                  | AGS         | Aguascalientes            | Aguascalientes            | 1 425 607        | 5618             | 253.76              | 5 de febrero de 1857 (168 años)     |           |
|        | Baja California                 | BC          | Mexicali                  | Tijuana                   | 3 769 020        | 71 446           | 52.75               | 16 de enero de 1952 (73 años)       |           |
|        | Baja California Sur             | BCS         | La Paz                    | La Paz                    | 798 447          | 73 922           | 10.80               | 8 de octubre de 1974 (50 años)      |           |
|        | Campeche                        | CC          | San Francisco de Campeche | San Francisco de Campeche | 928 363          | 57 924           | 16.02               | 29 de abril de 1863 (162 años)      |           |
|        | Chiapas                         | CS          | Tuxtla Gutiérrez          | Tuxtla Gutiérrez          | 5 543 828        | 73 289           | 75.64               | 14 de septiembre de 1824 (200 años) |           |
|        | Chihuahua                       | CH          | Chihuahua                 | Ciudad Juárez             | 3 741 869        | 247 455          | 15.12               | 6 de julio de 1824 (201 años)       |           |
|        | Ciudad de México                | CDMX        | -                         | -                         | 9 209 944        | 1485             | 6202                | 30 de enero de 2016 (9 años)        |           |
|        | Coahuila de Zaragoza            | CL          | Saltillo                  | Saltillo                  | 3 146 771        | 151 563          | 20.76               | 7 de mayo de 1824 (201 años)        |           |
|        | Colima                          | CM          | Colima                    | Manzanillo                | 731 391          | 5625             | 130.02              | 9 de diciembre de 1856 (168 años)   |           |
|        | Durango                         | DGO         | Victoria de Durango       | Victoria de Durango       | 1 832 650        | 123 451          | 14.85               | 22 de mayo de 1824 (201 años)       |           |
|        | Guanajuato                      | GTO         | Guanajuato                | León de los Aldama        | 6 166 934        | 30 608           | 201.48              | 20 de diciembre de 1823 (201 años)  |           |
|        | Guerrero                        | GRO         | Chilpancingo de los Bravo | Acapulco de Juárez        | 3 540 685        | 63 621           | 55.65               | 27 de octubre de 1849 (175 años)    |           |
|        | Hidalgo                         | HGO         | Pachuca de Soto           | Pachuca de Soto           | 3 082 841        | 20 813           | 148.12              | 16 de enero de 1869 (156 años)      |           |
|        | Jalisco                         | JC          | Guadalajara               | Guadalajara               | 8 348 151        | 78 599           | 106.21              | 16 de junio de 1823 (202 años)      |           |
|        | México                          | EDOMEX      | Toluca de Lerdo           | Ecatepec de Morelos       | 16 992 418       | 22 357           | 760.05              | 20 de diciembre de 1823 (201 años)  |           |
|        | Michoacán de Ocampo             | MI          | Morelia                   | Morelia                   | 4 748 846        | 58 643           | 81                  | 22 de diciembre de 1823 (201 años)  |           |
|        | Morelos                         | MO          | Cuernavaca                | Cuernavaca                | 1 971 520        | 4893             | 402.93              | 17 de abril de 1869 (156 años)      |           |
|        | Nayarit                         | NA          | Tepic                     | Tepic                     | 1 235 456        | 27 815           | 44.42               | 26 de enero de 1917 (108 años)      |           |
|        | Nuevo León                      | NL          | Monterrey                 | Monterrey                 | 5 784 442        | 64 220           | 90.07               | 7 de mayo de 1824 (201 años)        |           |
|        | Oaxaca                          | OA          | Oaxaca de Juárez          | Oaxaca de Juárez          | 4 132 148        | 93 793           | 44.05               | 21 de diciembre de 1823 (201 años)  |           |
|        | Puebla                          | PU          | Puebla de Zaragoza        | Puebla de Zaragoza        | 6 583 278        | 34 290           | 192                 | 21 de diciembre de 1823 (201 años)  |           |
|        | Querétaro                       | QT          | Santiago de Querétaro     | Santiago de Querétaro     | 2 368 467        | 11 684           | 202.71              | 23 de diciembre de 1823 (201 años)  |           |
|        | Quintana Roo                    | QROO        | Chetumal                  | Cancún                    | 1 857 985        | 42 361           | 43.86               | 8 de octubre de 1974 (50 años)      |           |
|        | San Luis Potosí                 | SLP         | San Luis Potosí           | San Luis Potosí           | 2 822 255        | 60 983           | 46.28               | 22 de diciembre de 1823 (201 años)  |           |
|        | Sinaloa                         | SI          | Culiacán Rosales          | Culiacán Rosales          | 3 026 943        | 57 377           | 52.76               | 14 de octubre de 1830 (194 años)    |           |
|        | Sonora                          | SO          | Hermosillo                | Hermosillo                | 2 944 840        | 179 503          | 16.40               | 10 de enero de 1824 (201 años)      |           |
|        | Tabasco                         | TB          | Villahermosa              | Villahermosa              | 2 402 598        | 24 738           | 97.12               | 7 de febrero de 1824 (201 años)     |           |
|        | Tamaulipas                      | TM          | Ciudad Victoria           | Reynosa                   | 3 527 735        | 80 175           | 44                  | 7 de febrero de 1824 (201 años)     |           |
|        | Tlaxcala                        | TL          | Tlaxcala de Xicohténcatl  | San Pablo del Monte       | 1 342 977        | 4016             | 334.41              | 9 de diciembre de 1856 (168 años)   |           |
|        | Veracruz de Ignacio de la Llave | VER         | Xalapa-Enríquez           | Veracruz                  | 8 062 579        | 71 820           | 112.26              | 22 de diciembre de 1823 (201 años)  |           |
|        | Yucatán                         | YU          | Mérida                    | Mérida                    | 2 320 898        | 39 612           | 58.59               | 23 de diciembre de 1823 (201 años)  |           |
|        | Zacatecas                       | ZA          | Zacatecas                 | Guadalupe                 | 1 622 138        | 75 539           | 21.47               | 23 de diciembre de 1823 (201 años)  |           |